# يارون أوز
يارون أوز (بالعبرية: ירון עוז‏) هو لاعب كرة قدم إسرائيلي في مركز الوسط، ولد في 10 مايو 1952 في إسرائيل. لعب مع نادي مكابي تل أبيب.

## وصلات خارجية
- يارون أوز على موقع الاتحاد الدولي (مؤرشف)  (الإنجليزية)
- يارون أوز على موقع قاعدة بيانات كرة القدم.إي يو (الإنجليزية)
- يارون أوز على موقع ناشيونال فوتبول تيمز (الإنجليزية)
- يارون أوز على موقع عالم كرة القدم.نت (الإنجليزية)
- يارون أوز على موقع أوليمبيديا (الإنجليزية)